# Monumento ai caduti (Induno Olona)
Il Monumento ai Caduti di Induno Olona è un monumento realizzato dall'artista Dante Parini, situato nel parco prospiciente la via principale che attraversa il centro cittadino di Induno Olona (provincia di Varese), in Via Gian Pietro Porro, 34.

## Storia
Il monumento fu realizzato la prima volta nel 1924 ed era dedicato ai caduti della Grande Guerra. Nel 1923 il Comune di Induno Olona creò un comitato per la realizzazione del monumento, che venne inaugurato il 21 aprile 1924. La statua in bronzo, raffigurante un soldato, venne poi requisita durante la seconda guerra mondiale e venne fusa, per ricavare dal metalli armamenti da battaglia. Al suo posto fu sistemata una stele marmorea.
Nel secondo dopoguerra, un comitato promosso dall'Associazione nazionale combattenti e reduci ed all'Associazione Nazionale Alpini in congedo si adoperò per ripristinare il disegno originario del monumento.
Il monumento fu realizzato dallo scultore Dante Parini, ed è costituito dalla statua in bronzo di un soldato, con il basamento in pietra grezza, un masso portato dal Sacrario militare del monte Grappa, recanti le lapidi in marmo decorate con stelle in bronzo.
Il monumento fu inaugurato il 4 novembre 1959.
Su ogni lapide e lastra è posizionata una stella in bronzo. La lastra sul masso sacro, riporta l'iscrizione: "Non vandalica devastet insania quod ipsia pietas erixit masso sacro del monte grappa 1915 1918".